# 頬骨腺
頬骨腺（きょうこつせん、英:zygomatic gland）とは小型の食肉動物にのみ観察される小唾液腺。粘液性の強い混合性の唾液を分泌する。他の唾液腺とは基本的な構造は同じであるが、小葉内導管はほとんど存在しない。